# 滋賀会館シネマホール
滋賀会館シネマホール（しがかいかんシネマホール）は、かつて滋賀県大津市京町3丁目の滋賀会館内にあった映画館。1995年から2003年までは公営映画館、2003年から2010年までは公設民営映画館であり、日本でも珍しい公営/公設のミニシアターだった。

## データ
- 所在地 : 滋賀県大津市京町3丁目4-22
- アクセス : JR東海道本線（琵琶湖線）大津駅から北東に徒歩5分、または京阪石山坂本線島ノ関駅から徒歩3分
- 座席数 : 107席

## 沿革
- 1995年1月29日 – 公営映画館として開館
- 2003年3月 – 閉館
- 2003年6月 - 公設民営映画館として再開館
- 2010年3月31日 - 閉館

## 歴史

### 大ホールの映画館時代

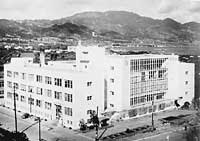
1954年の開館当時の滋賀会館

1954年（昭和29年）6月15日、大津市の滋賀県庁前に滋賀会館が開館。当時の大津市内にはコンサートホールはもちろん百貨店も存在せず、大規模なイベントはきまって滋賀会館大ホールで開催された。滋賀会館は映画・演劇・音楽などを滋賀県民に提供する文化の発信拠点だった。地下1階地上5階建の滋賀会館内には滋賀県立図書館・ホテル・結婚式場・レストランもあり、1963年（昭和38年）には180組が滋賀会館で挙式している。建物1階には約1,100席の大ホールが設置されており、1998年（平成10年）に滋賀県立芸術劇場 びわ湖ホールが開館するまでは、滋賀会館大ホールが滋賀県唯一の大ホールとして数々のイベントに使用された。
1953年時点の滋賀県には23館（大津市6館、彦根市3館、長浜市3館、郡部11館）、大津市には6館（大黒座、公楽座、大勝館、東洋劇場、大津日活、石山館）の映画館が存在した。1954年7月31日には初めて大ホールで映画の自主上映が行われ、初上映作品の『風と共に去りぬ』（ヴィクター・フレミング監督）は半月の上映期間中に12,229人の観客を集めている。9月1日には興行場の営業許可を取得して常設映画館となり、洋画を中心に上映を行った。都道府県が運営する映画館は全国でも珍しかったという。県営であることを活かして学校行事の映画鑑賞会などにも使用された。開館初年には18万人の入場者があり、2年目には26万人に増加した。
| 大津市の映画館一覧（1960年） | 大津市の映画館一覧（1960年） | 大津市の映画館一覧（1960年） | 大津市の映画館一覧（1960年） |
| 館名                         | 所在地                       | 上映作品                     | 座席数                       |
| ---------------------------- | ---------------------------- | ---------------------------- | ---------------------------- |
| 大黒座                       | 石橋町                       | 洋画                         | 580                          |
| 公楽座                       | 丸屋町                       | 松竹・大映                   | 440                          |
| 大津東映（有楽座）           | 甚七町                       | 東映                         | 570                          |
| 石山館                       | 石山鳥居川町                 | 松竹・大映・東映             | 340                          |
| 東洋映画劇場                 | 石山鳥居川町                 | 日活・東宝・新東宝           | 320                          |
| 滋賀会館                     | 東浦1                        | 洋画                         | 1,630                        |

1958年（昭和33年）頃が滋賀県の映画館数のピークであり、34館が存在した。1960年の大津市には6館の映画館が存在し、滋賀会館の座席数は他を圧倒する1,630席だった。滋賀会館は洋画のロードショー館であり、民間の運営する映画館が東映・東宝・大映・松竹などの邦画を上映した。ただし『七人の侍』（黒澤明監督）などの例外も存在する。
1962年（昭和37年）12月には70mmフィルム用の映写機が設置され、映写設備は京都市内の映画館をしのいで西日本最大と謳われている。しかし、貸館需要の増加や映画館入場者数の減少を理由に、1968年（昭和43年）には一般向け映画上映を縮小した。

### 滋賀会館のその後
1980年代までは滋賀会館1階のロビーに売店があり、ソフトクリームやコーヒーなどが販売されていた。1984年（昭和59年）に『南極物語』（蔵原惟繕監督）が上映された際には、建物を出て1ブロック先の天孫神社の前まで観客が列を作ったという。滋賀会館からは1980年に滋賀県立図書館が転出し、1998年には市内に滋賀県立芸術劇場 びわ湖ホールが開館したことで利用者が減少した。
1979年（昭和54年）には大津協映劇場（公楽座）が、1984年（昭和59年）には大黒座が、1986年（昭和61年）には石山東劇が、1987年（昭和62年）には石山映劇が、1994年（平成6年）には滋賀県教育会館内で営業していた映画館が閉館し、大津市から民間企業が運営する映画館が消滅した。都道府県庁所在地から映画館が消滅するのは全国初のことである。

### 滋賀会館シネマホール

#### 公営時代(1995-2003)

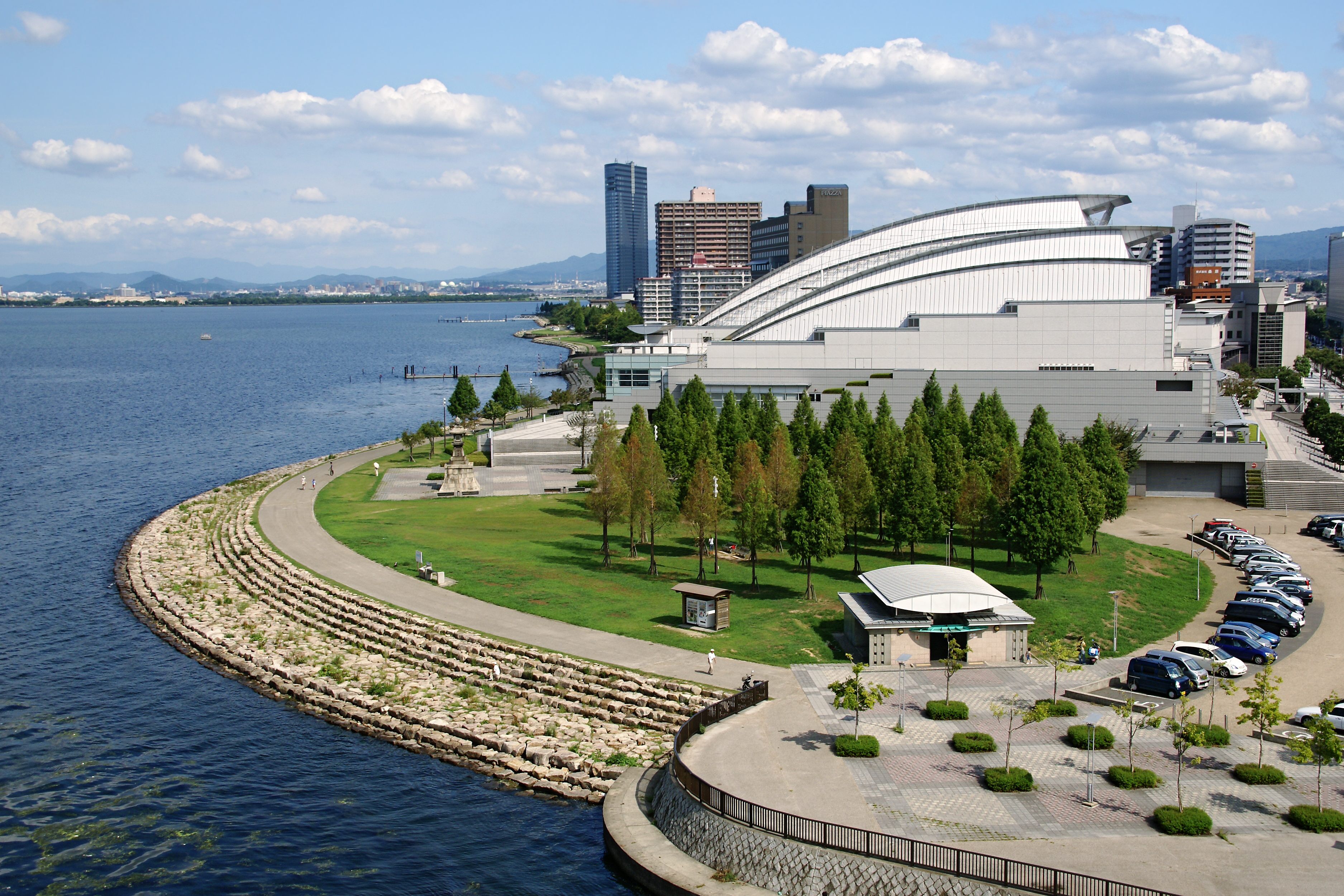
1998年のびわ湖ホールの開館で滋賀会館から人の流れが消えた

滋賀県は滋賀会館の全面改修に合わせて、1994年から1995年には5階の会議室を107席の映画館に改修。閉館から27年が経った1995年（平成7年）1月29日、滋賀会館5階に滋賀会館シネマホールが開館し、京都国際映画祭で監督賞を受賞した『息子の告発』（厳浩監督）が初上映作品となった。滋賀県唯一の公営映画館、日本初の公営ミニシアターである。スクリーンの大きさは縦2.2m×横5mであり、座席数は車いす席も含めて109席である。
開館時の滋賀県は全国的に見て映画館数が少ない県であり、大津市の映画館としてはドライブインシアターのびわ湖パラダイスドライブインシアターとビデオシアターの瀬田アルプラ劇場しか存在しなかった。近隣に映画館がなかったこともあり、当初は子ども向け作品を中心に上映していた。年間11,000人から15,000人の観客を集め、1998年（平成10年）の14,989人がピークであった。神戸連続児童殺傷事件が未解決だった1997年（平成9年）6月には、死体の首を切るシーンがあるホラー映画『シャロウ・グレイブ』の上映を自主的に中止した。
2002年（平成14年）1月から2月には開館7周年を記念して、アッバス・キアロスタミ監督のイラン映画『ABCアフリカ』、イラン映画『キシュ島の物語』、韓国映画『反則王』の3作品が上映され、『ABCアフリカ』は関西地方でのロードショーに先駆けた公開となった。同年9月1日には7年前の開館からの延べ入場者数が10万人を達成し、10万人目となった男性に1年間のフリーパスが贈られた。
| 公営時代の動員数ランキング | 公営時代の動員数ランキング | 公営時代の動員数ランキング       | 公営時代の動員数ランキング | 公営時代の動員数ランキング |
| 順位                       | 上映年                     | 作品                             | 監督                       | 動員数                     |
| -------------------------- | -------------------------- | -------------------------------- | -------------------------- | -------------------------- |
| 1位                        | 2000年                     | 顔                               | 阪本順治                   | 1,309人                    |
| 2位                        | 2000年                     | ブエナ・ビスタ・ソシアル・クラブ | ヴィム・ヴェンダース       | 1,002人                    |
| 3位                        | 2001年                     | 山の郵便配達                     | フォ・ジェンチー           | 912人                      |
| 4位                        | 1998年                     | ムトゥ 踊るマハラジャ            | K・S・ラヴィクマール       | 868人                      |
| 5位                        | 1999年                     | バッファロー'66                  | ヴィンセント・ギャロ       | 837人                      |

滋賀会館シネマホールの開館後、1990年代後半には滋賀県でもシネマコンプレックスのブームが起こった。1996年までには彦根市の彦根ビバシティシネマと大津市のOTSU7シネマ（現ユナイテッド・シネマ大津）が開館し、2000年にはワーナー・マイカル・シネマズ近江八幡（現イオンシネマ近江八幡）と水口アレックスシネマが開館した。2000年までの6年間で12館から36館と3倍に増え、1950年代末の映画最盛期を上回った。滋賀県の人口10万人あたりの映画館数は2.7館であり、兵庫県の1.9館、大阪府の1.8館、京都府の1.5館などを大きく上回って近畿地方最高だった。
大津市内にシネコンが開館したことで、滋賀会館シネマホールの入館者数や収益が減少。さらに外部監査によって建物の老朽化が指摘されたことで、滋賀会館シネマホールは2003年（平成15年）3月30日をもって閉館した。公営映画館時代には8年2か月で436本の映画を上映し、最終上映作品はイギリス映画『アイリス』だった。閉館前年の2002年にはアート系作品を年間約50本上映していた。建物の老朽化や滋賀県の財政難などが閉館の理由であり、映画館としての閉館後には一時的に貸しホールとして活用された。

#### 公設民営時代(2003-2010)
2003年1月に滋賀県が滋賀会館シネマホールの閉館を発表すると、国松善次滋賀県知事や滋賀会館事務局に存続を求める意見が多数寄せられた。映画愛好者団体、映画事業者、滋賀県文化振興事業団の三者が協議した結果、4月25日には限定的に上映が再開され、『たそがれ清兵衛』（山田洋次監督）、『刑務所の中』（崔洋一監督）、『ごめん』（冨樫森監督）の3作品で限定再開された。『たそがれ清兵衛』の初上映時には約120人が来場して立ち見客も出た。5月18日までの週末に9日間に渡って試験上映が行われ、目標を上回る計2,909人が入場した。

洋画上映館だった滋賀会館で例外的に封切られ、2004年にも上映された『七人の侍』

その後、公設民営方式での本格的な上映再開が決定され、6月4日に『夜を賭けて』（金守珍監督）で本格的に再開、初日には金守珍監督が舞台挨拶を行った。滋賀会館を管理する滋賀県文化振興事業団が滋賀会館シネマファンクラブにホールを貸出し、上映主催者の滋賀会館シネマファンクラブが広報などを担当、映画上映集団RCSが上映作品の選定などで協力する形をとった。水曜日から日曜日までの週5日が営業日であり、1作品を1週間から2週間に渡って上映、公営映画館時代と同じくミニシアター系の作品が上映された。採算ラインは上映1回あたり30人であり、現実は2003年8月時点で上映1回あたり19人だった。ファンクラブや自治体が主体となって再開館したことから、公設民営時代の滋賀会館シネマホールはコミュニティシネマのひとつとされる。『夜を賭けて』に続く2本目の作品は10年前のカンヌ国際映画祭でパルム・ドールを受賞した『さらば、わが愛/覇王別姫』（チェン・カイコー監督）を上映した。2004年（平成16年）5月から6月には大津市内のユナイテッド・シネマ大津と連携し、両館でスタンプラリーなどを行う映画祭「ビワコ・シネマ・アラーゴ」を行った。開館後1年間で約100本の作品を上映、その内訳は洋画・邦画・アジア映画の新作などであり、約2万人が来場している。
2004年（平成16年）9月には滋賀会館の開館50周年を記念して、『七人の侍』（1954年、黒澤明監督）や『2001年宇宙の旅』（1968年、スタンリー・キューブリック監督）など昭和の名作10本を上映する「昭和レトロ映画祭」が開催された。この特集上映に合わせて滋賀会館内のドリンクコーナーでは、ソフトクリームやガラス瓶入りのラムネなどレトロ感あふれる飲食物を販売されている。2005年（平成17年）11月には1階ロビーに弁当の販売所が復活し、近江八幡市の総菜屋が調理済みの弁当を持ち込んで販売した。同月にはシネマホールではなく大ホールを用いて、「昭和レトロ映画祭 日本の喜劇編」が開催された。『本日休診』（1952年）、『幕末太陽伝』（1957年）、『ニッポン無責任時代』（1962年）、『喜劇 女は男のふるさとヨ』（1971年）の4作品が縦5m×横13mの大スクリーンで上映されている。

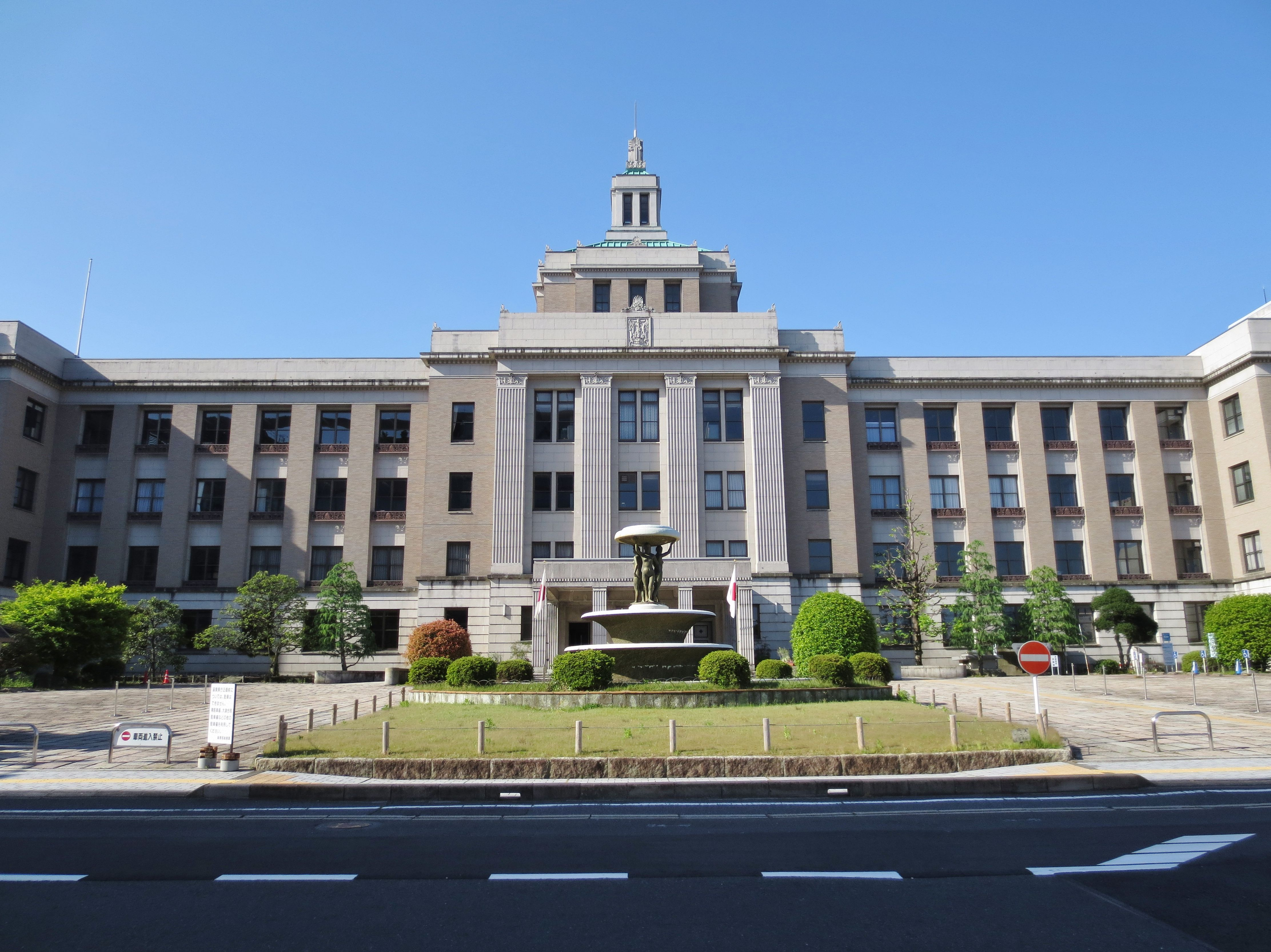
滋賀県庁などの官庁街の一角に滋賀会館があった

かつての赤字額は年間300万円ほどあったが、2006年度には年間50万円ほどに減少した。2007年（平成19年）7月には4年前の営業再開からの延べ入場者数が10万人を超え、10万人目となった女性には半年分のフリーパスが贈られた。同年10月3日、滋賀県は滋賀会館内の文化施設を2010年3月末で廃止する方針を発表した。
2009年（平成21年）2月から4月にはアカデミー賞で外国語映画賞を受賞した『おくりびと』（滝田洋二郎監督）が上映され、初日の初回上映時には固定椅子では足らずにパイプ椅子を設置する必要があるほどの盛況だった。同年8月には滋賀県内でロケを行った溝口健二監督作品4作品の特集上映を行い、看板絵師が新しく製作した手描きの映画看板も設置された。
滋賀会館シネマホールは2010年（平成22年）3月31日に閉館となった。3月後半には『ボーイ・ミーツ・ガール』と『汚れた血』（いずれもレオス・カラックス監督）を上映し、3月30日・31日の最終上映作品は『浮き雲』（アキ・カウリスマキ監督）と『ラッチョ・ドローム』（トニー・ガトリフ監督）だった。最終上映時には100人以上の観客が詰めかけて満員となった。2003年の再開館以後の上映作品数は約1,000本である。